# Kolumbia a 2022. évi téli olimpiai játékokon
Kolumbia a kínai Pekingben megrendezett 2022. évi téli olimpiai játékok egyik részt vevő nemzete volt. Az országot az olimpián 3 sportágban 3 sportoló képviselte, akik érmet nem szereztek.

## Alpesisí
Férfi
| Versenyző       | Versenyszám      | 1. futam      | 1. futam      | 2. futam | 2. futam | Összesítés | Összesítés |
| Versenyző       | Versenyszám      | Idő           | Hely.         | Idő      | Hely.    | Idő        | Helyezés   |
| --------------- | ---------------- | ------------- | ------------- | -------- | -------- | ---------- | ---------- |
| Michael Poettoz | Óriás-műlesiklás | 1:12,83       | 36.           | 1:17,19  | 30.      | 2:30,02    | 31.        |
| Michael Poettoz | Műlesiklás       | nem ért célba | nem ért célba | kiesett  | kiesett  | kiesett    | kiesett    |

## Gyorskorcsolya
Tömegrajtos
| Versenyző   | Versenyszám | Elődöntő | Elődöntő | Elődöntő | Döntő   | Döntő   | Helyezés |
| Versenyző   | Versenyszám | Pont     | Idő      | Hely.    | Pont    | Idő     | Helyezés |
| ----------- | ----------- | -------- | -------- | -------- | ------- | ------- | -------- |
| Laura Gómez | Női         | 0        | 8:31,66  | 11.      | kiesett | kiesett | 22.      |

## Sífutás
Távolsági
Férfi
| Versenyző              | Versenyszám | Idő     | Helyezés |
| ---------------------- | ----------- | ------- | -------- |
| Carlos Andrés Quintana | 15 km       | 55:41,9 | 95.      |